# Ética social
Ética social, Macro-ética ou ainda Sócio-ética é um termo cunhado no final do século 20  para distinguir a ética em grande escala da ética individual, ou microética e é um tipo de ética aplicada. A ética social lida com questões de grande escala, muitas vezes em relação a princípios éticos ou regras normativas para orientar a ação. Microética é um termo introduzido por Paul Komesaroff em 1995  e elaborado em uma série de trabalhos subsequentes.   O conceito, que se baseia especialmente no trabalho dos filósofos Edmund Husserl  e Emmanuel Levinas,  é baseado no reconhecimento de que a maioria das decisões éticas na vida cotidiana não são tomadas com base em argumento racional explícito ou cálculo, mas sim ocorrem em um fluxo contínuo de relacionamentos e diálogos. Freqüentemente, os processos de julgamentos microéticos são intuitivos e podem até passar despercebidos no momento. É o acúmulo de momentos microéticos infinitesimais que compõe as grandes paisagens éticas em que vivemos.
Por exemplo, no cenário médico de questões de fim de vida, as considerações sócio-éticas podem incluir reflexões abstratas sobre a natureza da vida e da morte e princípios de alto nível sobre a "sacralidade" ou não da vida, a natureza da personalidade e a relevância e ética força de consequências concorrentes. Por outro lado, os processos microéticos estão relacionados aos detalhes internos dos compromissos interativos entre o médico e o paciente, incluindo respostas não linguísticas e afetivas, muitas vezes representadas por pequenos ajustes nas expressões faciais, postura, tom de voz ou escolha de palavras, e a grande variedade de significados e valores e que ambos os participantes chamam. A ética social tende a enfatizar princípios, reivindicações universais e regras normativas, enquanto a microética é específica ao contexto e local, e reconhece o papel das modalidades de comunicação e tomada de decisão que vão além da argumentação racional. Ética social e microética são complementares e coexistem na maioria dos ambientes éticos. Komesaroff elaborou a dinâmica da tomada de decisão microética em uma variedade de contextos práticos, muitas vezes íntimos. O Jusnaturalismo faz parte desse contexto ao desafiar o Totalitarismo colocando a lógica natural acima da artificialidade do Juspositivismo.
Considerações éticas em biomedicina, engenharia e outras profissões técnicas incluem questões relacionadas a grandes problemas sociais  e a profissões específicas e conduta profissional. Os produtos farmacêuticos apresentam desafios macroéticos específicos. Os criadores de medicamentos buscam prevenir e tratar doenças por meio da modificação de células-tronco e da produção de drogas direcionadas que possuem mecanismos de direcionamento específicos.  No entanto, a aplicação de drogas ou outras técnicas terapêuticas também requer um exame específico das necessidades de cada paciente, incluindo suas condições de saúde, suas preferências culturais, seus valores pessoais e de suas famílias, e considerações econômicas e outras. A negociação dessas últimas considerações ocorre no campo da microética.
Se um pesquisador atua apenas dentro dos limites de sua pesquisa, ou seja, exclusivamente microética, a pesquisa ainda pode ser inaceitável de uma perspectiva social se violar os princípios sócio-éticos. Por outro lado, as considerações puramente sócio-éticas são freqüentemente desvinculadas do mundo da vida concreto dos assuntos éticos e, portanto, carecem de coerência ou relevância.